# Balistes (poisson)
Pour les articles homonymes, voir Baliste (homonymie).
Genre
Les Balistes forment un genre de poissons tétraodontiformes de la famille des Balistidae (« poissons-balistes »).

## Liste d'espèces
Selon FishBase (14 mars 2014) :
- Balistes capriscus Gmelin, 1789 — Baliste cabri, Baliste commun
- Balistes ellioti Day, 1889
- Balistes polylepis Steindachner, 1876 — Baliste coche
- Balistes punctatus Gmelin, 1789 — Baliste ponctué, Baliste tacheté
- Balistes rotundatus Marion de Procé, 1822
- Balistes vetula Linnaeus, 1758 — Baliste royal
- Balistes willughbeii Lay & Bennett, 1839

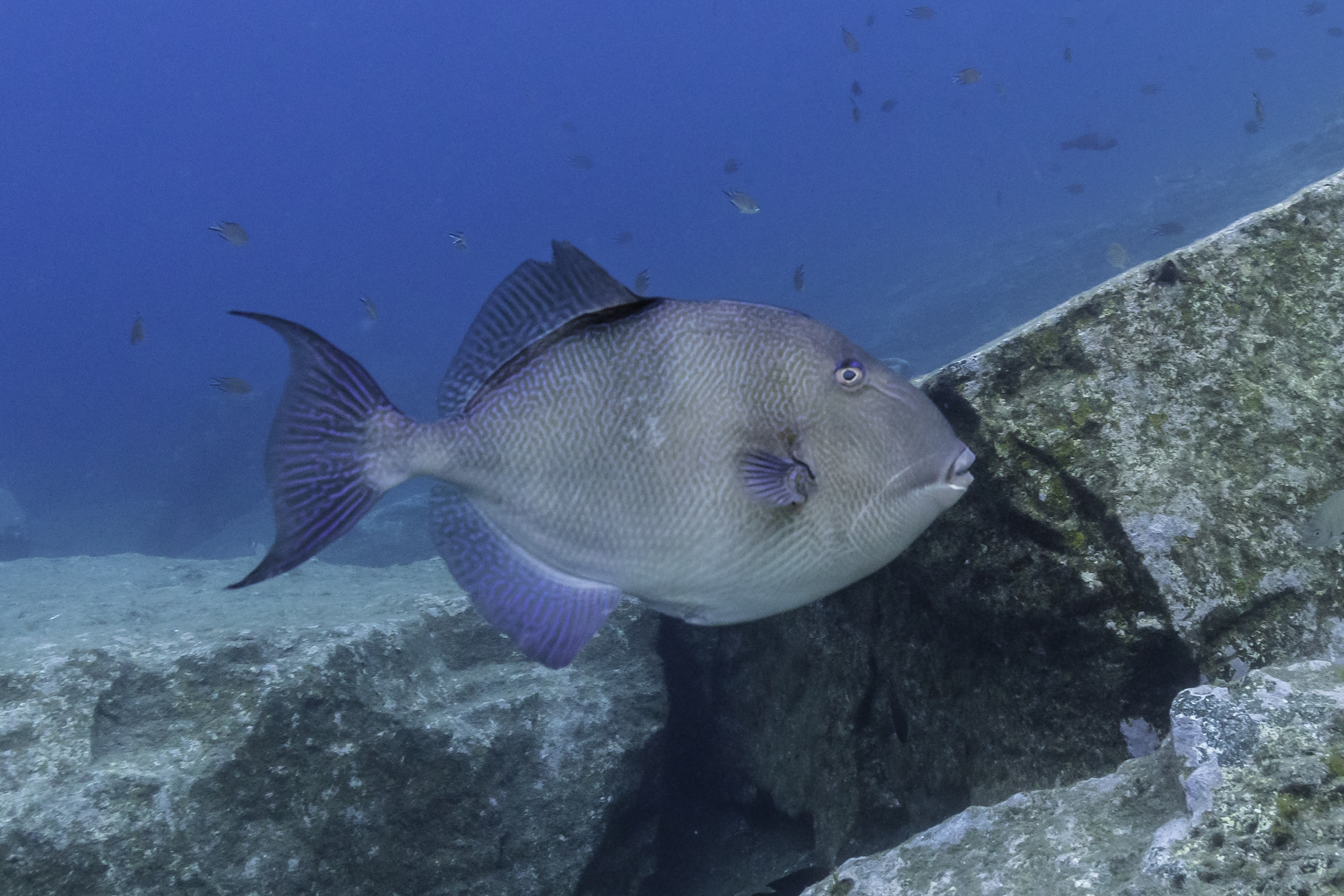
Balistes capriscus
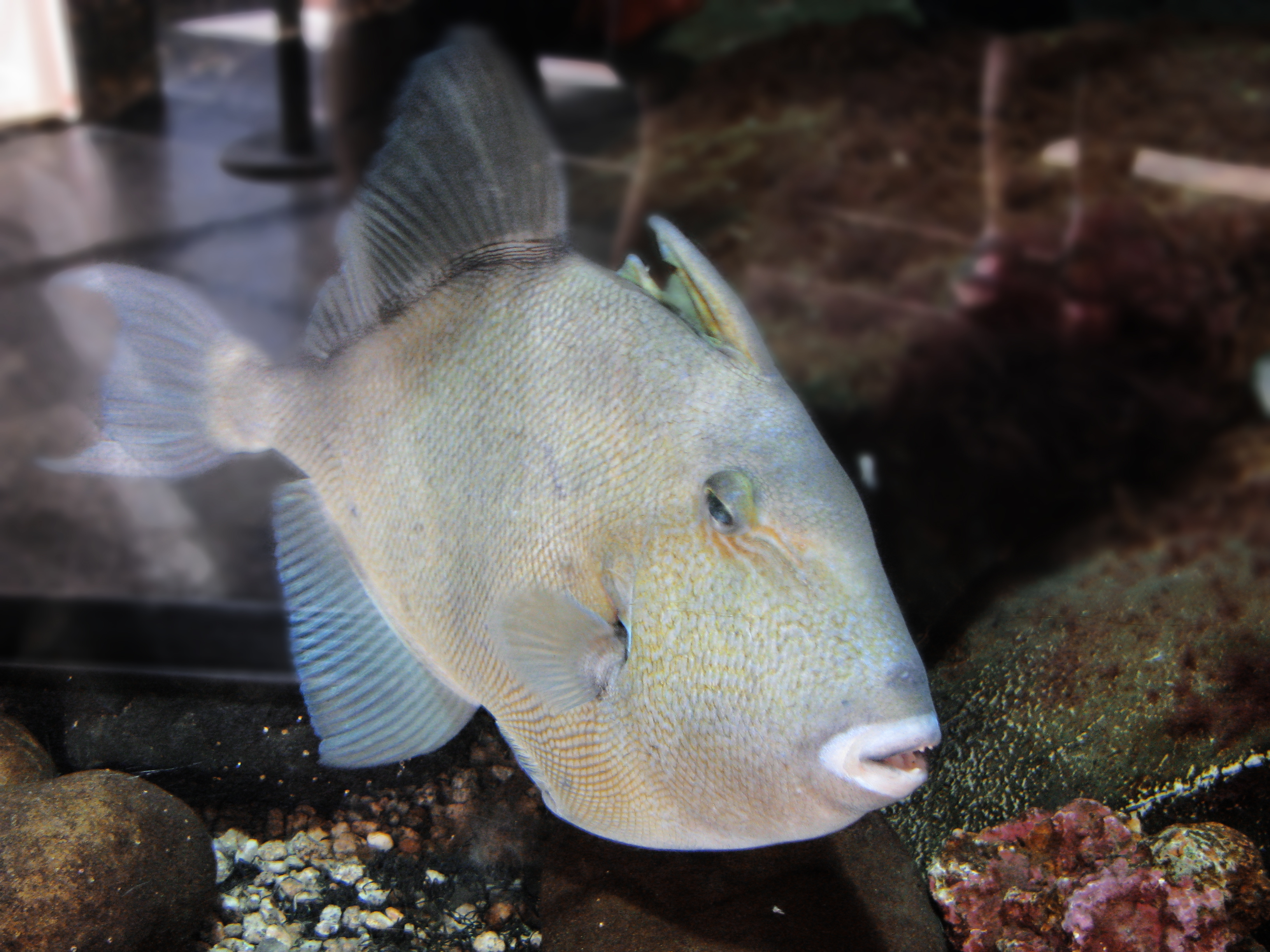
Balistes polylepis
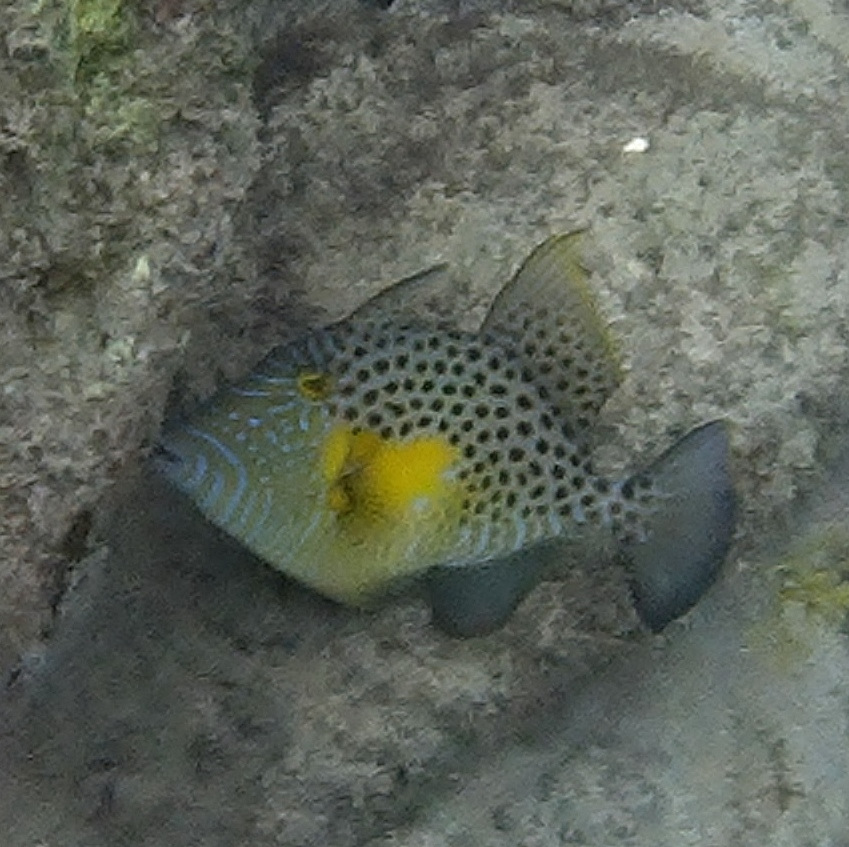
Balistes punctatus
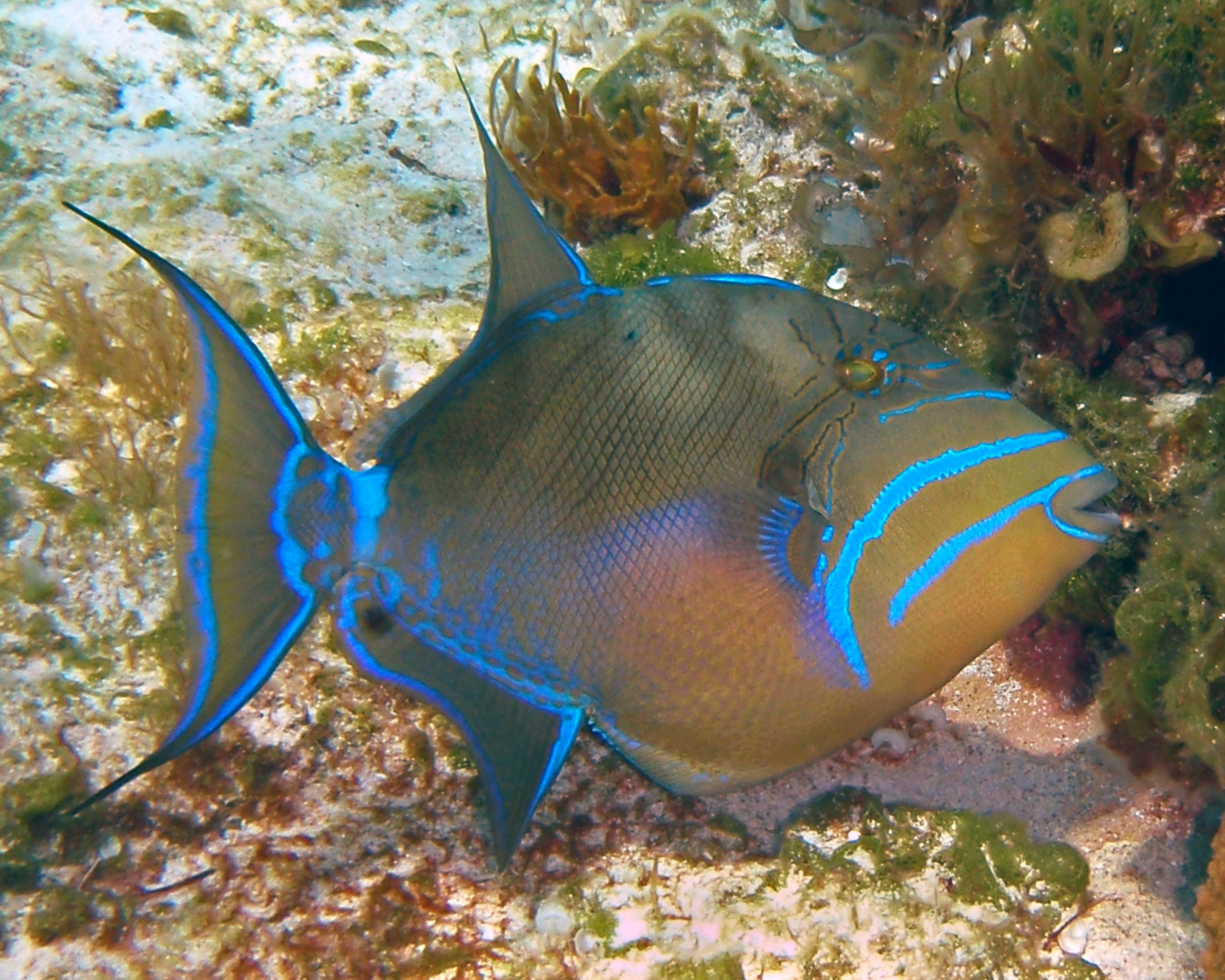
Balistes vetula